# آیت‌الله

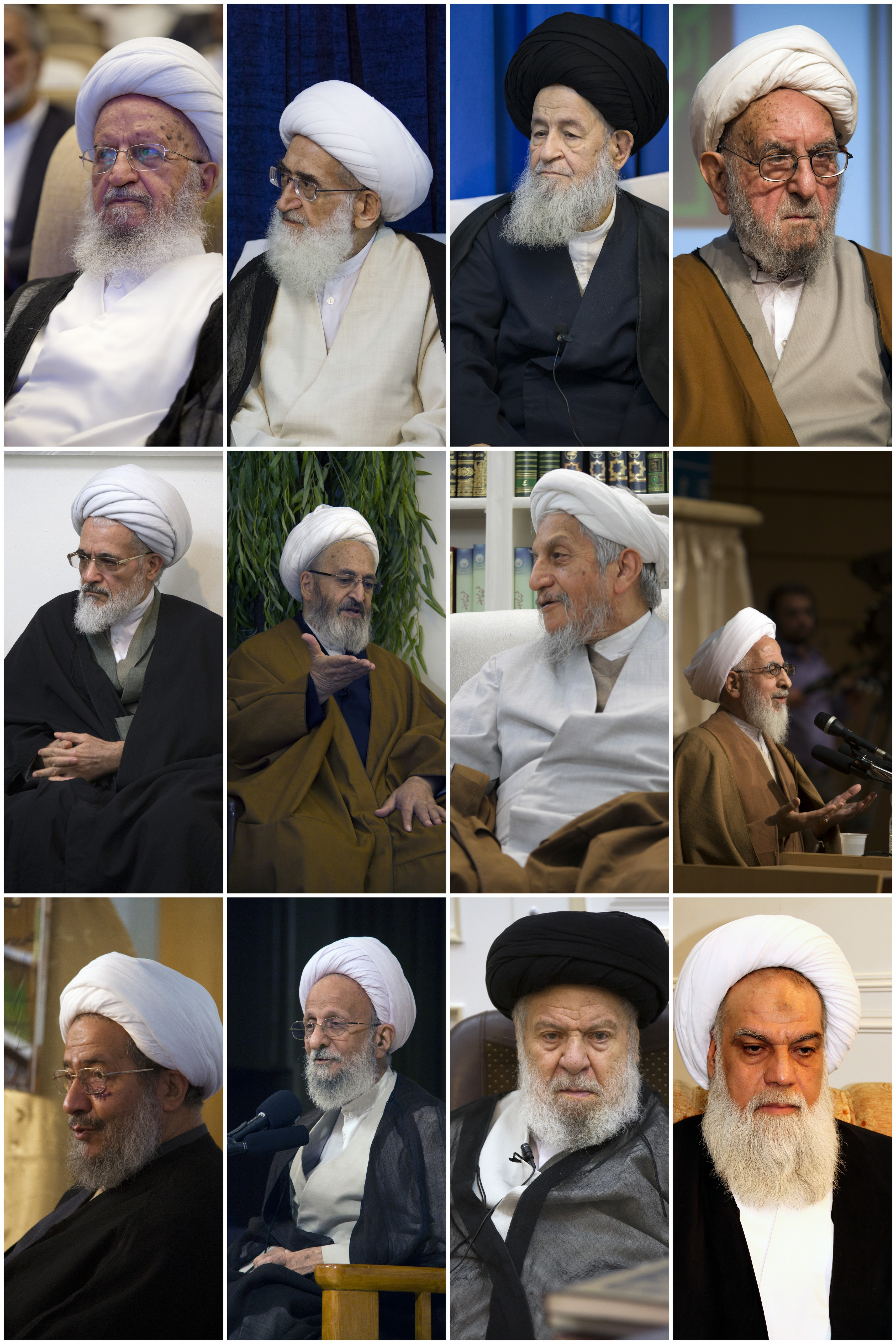
عکس‌های آیت‌الله‌ها و آیت‌الله العظمی‌های معروف ایران

آیت‌الله (برگرفته از عربی: آیة الله، به‌معنی "نشانهٔ خدا")، یک رتبهٔ بالا در میان روحانیون شیعه دوازده امامی است. کسانی که این عنوان را به خود اختصاص می‌دهند باید مرد، و متخصص در علوم اسلامی مانند فقه و اصول باشند که اغلب در حوزه‌های علمیه تدریس می‌کنند. رتبه پایین‌تر بعدی در میان این روحانیان حجت‌الاسلام است.

## نام
نام «آیت‌الله» از عبارتی در قرآن سرچشمه گرفته‌است که بر اساس تفسیر شیعه، برخلاف اهل سنت، انسان بودن را می‌توان «نشانه» یا «گواه» خدا دانست. در آیات: ۲۰ تا ۲۲ سوره ذاریات در قرآن آمده‌است:

وَفِی الْأَرْضِ آیَاتٌ لِلْمُوقِنِینَ ﴿۲۰﴾
و روی زمین برای اهل یقین نشانه‌هایی [متقاعدکننده] است (۲۰)
وَفِی أَنْفُسِکُمْ أَفَلَا تُبْصِرُونَ ﴿۲۱﴾
و در خود شما پس مگر نمی‌بینید (۲۱)
وَفِی السَّمَاءِ رِزْقُکُمْ وَمَا تُوعَدُونَ ﴿۲۲﴾

و روزی شما و آنچه وعده داده شده‌اید در آسمان است (۲۲)

## پیشینه
تا اوایل قرن بیستم معمولاً از اصطلاح آیت‌الله استفاده نمی‌شد. این عنوان با تأسیس حوزه علمیه قم در سال ۱۹۲۲ (۱۳۰۱ خورشیدی) رواج یافت.
کاربرد تاریخی این لقب به علامه حلی فقیه سده هفتم هجری اشاره دارد و تا قرن چهاردهم این لقب تنها مختص وی بود.
در قرن ۱۲ قمری سید محمدمهدی بحرالعلوم نیز از سوی برخی آیت‌الله خوانده شد و چند دهه بعد، از لقب آیت‌الله برای اشاره به فقهای دیگری چون مرتضی انصاری و میرزای شیرازی نیز استفاده شد.
مورخان مشروطه برای اشاره به برخی فقهای آن دوران همچون آخوند خراسانی نیز از لقب آیت‌الله استفاده کردند. پس از تشکیل حوزه علمیه قم توسط شیخ عبدالکریم حائری یزدی تعدادی از استادان این حوزه نیز به آیت‌الله معروف شدند.
برنارد لوئیس می‌نویسد:
«آیت‌الله در ایران عنوانی مربوط به دوران کاملاً مدرن است و در تاریخ کلاسیک اسلامی ناشناخته است. کاری که حاکمان جمهوری اسلامی انجام داده‌اند مسیحی کردن اسلام به معنای نهادی آن است، البته نه در معنای مذهبی آن…»

## کاربرد فعلی
این عنوان در حال حاضر به مجتهدان بالای شیعه، پس از اتمام تحصیلات سطح و خارج در حوزه اعطا می‌شود که پس از آن مجتهد قادر به صدور احکام از منابع قوانین مذهبی اسلام: قرآن، سنت، اجماع و عقل («عقل» به جای اصل «قیاس» نزد اهل سنت) خواهد بود. بیشتر اوقات این عنوان صادر شده را استادان وی تأیید می‌کنند. آیت‌الله پس از آن می‌تواند با توجه به تخصص خود در حوزه‌ها (حوزه‌های علمیه شیعه) تدریس کند و می‌تواند به عنوان مرجع سؤالات دینی برای پیروان خود عمل کند و همچنین به عنوان قاضی کار کند.

## مجتهدین زن
تعداد اندکی از زنانی هستند که در سطحی برابر با آیت‌الله‌ها هستند اما به آنها آیت‌الله نمی‌گویند و تنها به عنوان مجتهد شناخته می‌شوند. برجسته‌ترین مورد در تاریخ اخیر نصرت امین بود که به «بانو اصفهانی» نیز معروف است. نمونه‌ای از بانوان مجتهد فعلی زهره صفاتی، و آتیه حسنی، دختر غلامرضا حسنی هستند.
از نظر تاریخی، چندین زن مجتهد شیعه وجود داشته‌اند که معروف‌ترین آنها در خانواده علامه حلی، و همچنین خانواده برغانی در قرن نوزدهم قزوین بودند.

## آیت‌الله العظمی

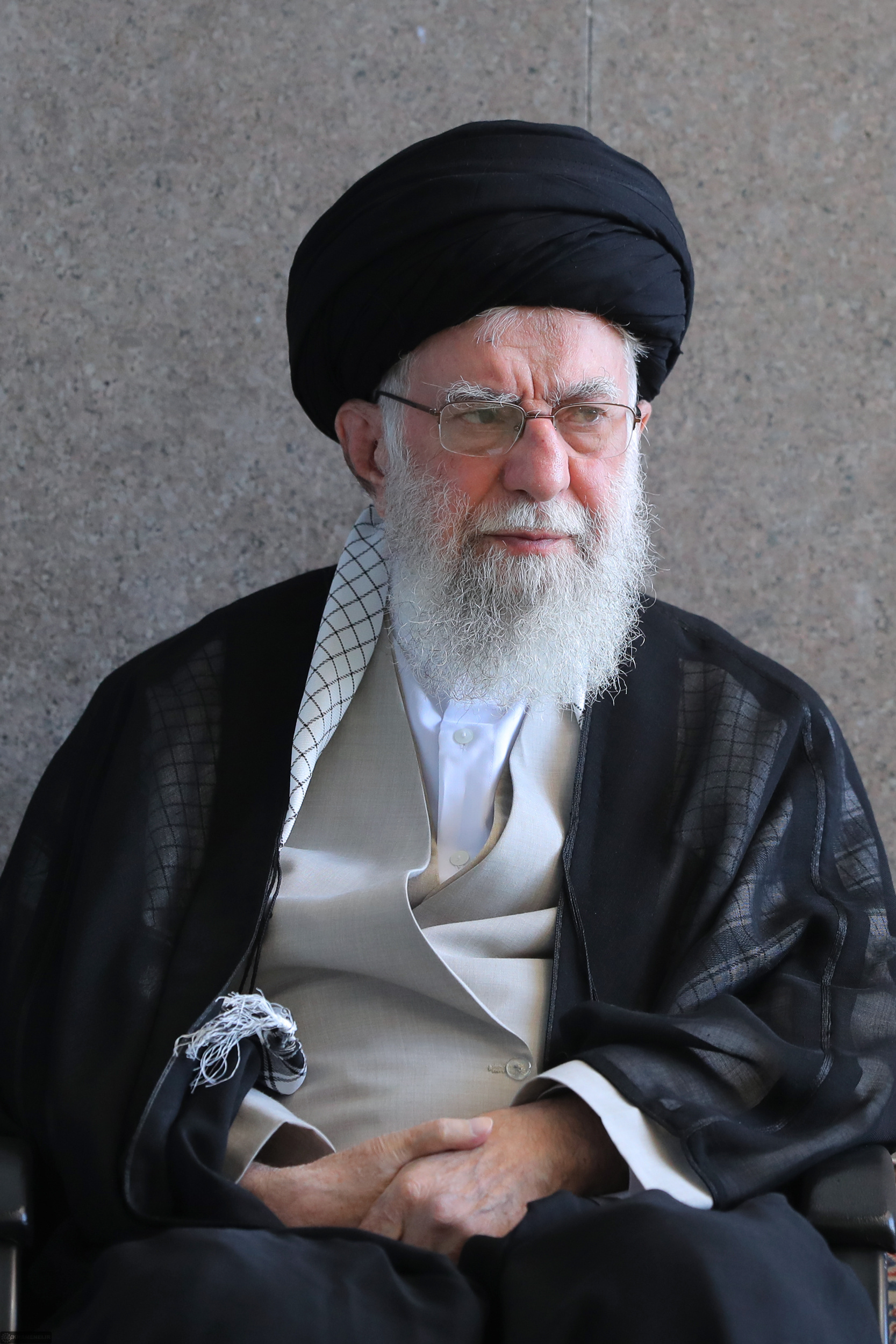
سید علی خامنه‌ای، رهبر جمهوری اسلامی ایران و مرجع تقلید شیعه

فقط به تعدادی از مهم‌ترین آیت‌الله‌ها عنوان «آیت‌الله العظمی» داده می‌شود به‌معنی «نشان بزرگتر خدا». هنگامی که یک آیت‌الله پیروان قابل توجهی کسب می‌کند و آنها او را برای دیدگاه‌های صحیحش از نظر مذهبی به رسمیت می‌شناسند، مرجع تقلید محسوب می‌شود که در محاوره‌های معمول، وی را «آیت‌الله العظمی» می‌خوانند. معمولاً یک مجتهد به عنوان پیش‌نیاز چنین موقعیتی، یک رساله منتشر می‌کند که در آن به سؤالات مربوط به کاربرد اسلام در امور روزمره امروزی پاسخ می‌دهد. این رساله را «توضیح‌المسائل» یا «رساله عملیه» می‌نامند و معمولاً شامل برخی نوآوری‌ها و نکات جدید در کتاب العروةالوثقی است.
گرچه استفاده از لغت عظمی بعد از آیت‌الله صرفاً اختصاص به مراجع طراز اول ندارد و یک صفت تکریمی است. «به معنای بزرگتر».
مراجع تقلید زنده شیعه، در حال حاضر، عمدتاً در قم مستقر هستند که برجسته‌ترین آن‌ها عبارتند از: سید صادق حسینی شیرازی، حسین وحید خراسانی، سید موسی شبیری زنجانی، حسین نوری همدانی، جعفر سبحانی، ناصر مکارم شیرازی و عبدالله جوادی آملی در قم؛ سید علی سیستانی، محمداسحاق فیاض و بشیر حسین نجفی در نجف؛ سید علی خامنه‌ای در تهران و حسین مظاهری در اصفهان.